# Пушняков, Сергей Витальевич
Сергей Витальевич Пушняков (бел. Сяргей Віталевіч Пушнякоў; род. 8 февраля 1993, Минск) — белорусский футболист, полузащитник клуба «Слуцк».

## Клубная карьера
Воспитанник школы футбольного клуба «Минск». Играл за дубль, а с 2011 стал проходить в основной состав команды.
Сезон 2013 обычно выходил с замену, а в мае получил травму. В августе вернулся в строй, иногда появляясь в стартовом составе на позиции левого атакующего полузащитника.
В сезоне 2014 уже стал прочно привлекаться к основному составу, нередко появляясь в стартовом составе. Стал использоваться в качестве центрального полузащитника. В январе 2015 года продлил контракт с «Минском».
В январе 2016 года пополнил состав латышского «Спартака», который возглавил белорусский специалист Олег Кубарев. Вместе со «Спартаком» дважды стал чемпионом Латвии.
В январе 2018 года вернулся в Беларусь, пополнив состав «Городеи», где вскоре стал одним из основных игроков. В ноябре 2018 года на два года продлил контракт с клубом. По окончании сезона 2020 «Городея» прекратила свое существование, а полузащитник покинул клуб.
В июне 2021 года он перешел в индонезийский клуб «Персикабо 1973», которым руководит белорусский тренер Игорь Криушенко. Дебютировал за клуб 11 сентября 2021 года против «Персебая». В следующем матче 17 сентября 2021 года против клуба «Персик Кедири» забил свой первый гол с пенальти и помог закончить матч в ничью. Свой второй гол забил 17 октября 2021 года против «Борнео». В предпоследнем туре чемпионата Индонезии игрок с командой проиграл «Ареме», но клуб сохранил прописку в высшем дивизионе. 22 апреля 2022 года покинул индонезийский клуб.
В июле 2022 года перешёл в «Минск». Дебютировал за клуб 7 августа 2022 года в матче против минского «Динамо». Первый гол забил 23 октября 2022 года в матче против бобруйской «Белшины». В декабре 2022 года покинул клуб по истечении срока действия контракта.
В марте 2023 года футболист перешёл в «Слуцк», подписав с клубом контракт до конца сезона. В сезоне-2024 провел за «Слуцк» 28 игр — все с капитанской повязкой. По окончании сезона присоединился к гродненскому «Неману» на правах свободного агента. 24 мая 2025 года во второй раз в карьере стал обладателем Кубка Беларуси по футболу. В финальном матче с «Торпедо»-БелАЗ отыграл все 90 минут, «Неман» одержал победу со счетом 3:0 

## Статистика
| Сезон | Дивизион | Клуб           | Страна                    | Матчи | Голы |
| ----- | -------- | -------------- | ------------------------- | ----- | ---- |
| 2009  | дубль    | Минск          | Флаг Беларуси (1995—2012) | 2     | 0    |
| 2010  | дубль    | Минск          | Флаг Беларуси (1995—2012) | 28    | 1    |
| 2011  | Д1       | Минск          | Флаг Беларуси (1995—2012) | 2     | 0    |
| 2012  | Д1       | Минск          | Флаг Беларуси             | 13    | 0    |
| 2013  | Д1       | Минск          | Флаг Беларуси             | 13    | 0    |
| 2014  | Д1       | Минск          | Флаг Беларуси             | 25    | 2    |
| 2015  | Д1       | Минск          | Флаг Беларуси             | 18    | 2    |
| 2016  | Д1       | Спартак        | Флаг Латвии               | 25    | 0    |
| 2017  | Д1       | Спартак        | Флаг Латвии               | 17    | 0    |
| 2018  | Д1       | Городея        | Флаг Беларуси             | 23    | 3    |
| 2019  | Д1       | Городея        | Флаг Беларуси             | 27    | 4    |
| 2020  | Д1       | Городея        | Флаг Беларуси             | 20    | 0    |
| 2021  | Д1       | Персикабо 1973 | Флаг Индонезии            | 30    | 2    |
| 2022  | Д1       | Минск          | Флаг Беларуси             | 15    | 1    |

## Достижения
- Обладатель Кубка Беларуси: 2012/13, 2024/25.
- Чемпион Латвии (2): 2016, 2017